# ロ・ロ・ロ・ロシアン・ルーレット
『ロ・ロ・ロ・ロシアン・ルーレット』は、日本の女性歌手、シンガーソングライター、中原めいこの9枚目のシングルである。1985年7月21日にEMIミュージック・ジャパンより発売された。

## 概要
表題曲は高千穂遙によるSF小説を原作とし、日本テレビ系にて1985年7月から12月にかけて放送されたテレビアニメ『ダーティペア』のオープニングテーマに使用された。またカップリング曲「宇宙恋愛（スペース・ファンタジー）」は同アニメのエンディングテーマ。中原めいこにとっては初のアニメのタイアップ曲となった。どちらの楽曲も作詞・作曲は中原めいこ。編曲は佐藤準。ジャケットは拳銃の銃口を自身のこめかみに当てる中原めいこの姿で表題曲を表現している。販売形態はEP盤とCD盤の2種類があり、前者は1985年7月21日に、後者は1988年12月21日に発売された。両楽曲はテレビ未放送エピソードを収録した1987年1月発売のOVA『ダーティペア ラブリーエンジェルより愛を込めて』でも引き続き使用された。

## 楽曲解説

### 「ロ・ロ・ロ・ロシアン・ルーレット」
アニメ『ダーティペア』のオープニングテーマ。物語は正反対の性格をした美女コンビのケイとユリが様々な難事件を解決していくというものだが、この2人は「ラブリーエンゼル」という暗号名とは裏腹に、周囲の人間をハラハラさせる荒い仕事ぶりゆえに「ダーティペア」として恐れられている。歌詞は好きな男を魅了するため危険な遊びロシアンルーレットへと誘う女を歌っている。大人の恋の駆け引きを命懸けのゲームと重ねることで、作品の世界観やユリとケイのキャラクターといった魅力を表現しており、かつそれを自身のポップスとして昇華している。
中原めいこはラテンでトロピカルなポップスで知られるが、この楽曲はベースラインを際立たせたディスコロックとなっている。テンポが良い楽曲で、1980年代後半のポップスの魅力を反映させながらも、ロックテイストのアレンジを前面に押し出したサウンドはそれまでの中原の楽曲にはなかったものである。
翌1986年3月20日に発売されたアルバム『MOODS』に初収録された。この『MOODS』のバージョンは小林信吾の編曲で、中華風のサウンドを取り入れたアレンジとなっている。佐藤準編曲のバージョンは同年9月3日発売のベスト・アルバム『MOGA -Best Collection-』に収録された。

### 「宇宙恋愛（スペース・ファンタジー）」
「宇宙恋愛」は『ダーティペア』のエンディングテーマ。2か月前の5月22日に発売されたアルバム『CHAKI CHAKI CLUB』にすでに収録されていた楽曲である。もともとアニメ用に制作された楽曲が先行してアルバム収録されたのか、すでにあった楽曲をエンディングテーマとして転用したのかは不明。エンディングアニメは運転席に座ったケイが曲に合わせて左手の指でハンドルをたたきながら宇宙の道路を走るというもので、遠くへ走り去るケイとユリとともに曲が終わるラストは美しく、やや哀愁を感じさせる。

## 収録曲
| 全作詞・作曲: 中原めいこ、全編曲: 佐藤準。 |                                                                              |            |            |      |
| #                                          | タイトル                                                                     | 作詞       | 作曲・編曲 | 時間 |
| 1.                                         | 「ロ・ロ・ロ・ロシアン・ルーレット」(テレビアニメ『ダーティペア』OPテーマ)   | 中原めいこ | 中原めいこ | 3:42 |
| 2.                                         | 「宇宙恋愛（スペース・ファンタジー）」(テレビアニメ『ダーティペア』EDテーマ) | 中原めいこ | 中原めいこ | 3:21 |
| 合計時間:                                  | 合計時間:                                                                    | 7:03       |            |      |

## 収録アルバム
| 曲名                               | アルバム                         | 発売日         | 備考               |
| ---------------------------------- | -------------------------------- | -------------- | ------------------ |
| ロ・ロ・ロ・ロシアン・ルーレット   | 『MOODS』                        | 1986年3月20日  | オリジナルアルバム |
| ロ・ロ・ロ・ロシアン・ルーレット   | 『MOGA ‐best collection‐』       | 1986年9月3日   | ベスト・アルバム   |
| ロ・ロ・ロ・ロシアン・ルーレット   | 『ニュー・ベスト・ナウ』         | 1987年8月26日  | ベスト・アルバム   |
| ロ・ロ・ロ・ロシアン・ルーレット   | 『TWIN BEST』                    | 1998年5月13日  | ベスト・アルバム   |
| ロ・ロ・ロ・ロシアン・ルーレット   | 『2000 BEST 中原めいこ』         | 2000年6月21日  | ベスト・アルバム   |
| ロ・ロ・ロ・ロシアン・ルーレット   | 『ゴールデン☆ベスト 中原めいこ』 | 2004年11月17日 | ベスト・アルバム   |
| ロ・ロ・ロ・ロシアン・ルーレット   | 『NEW BEST 1500 中原めいこ』     | 2005年8月24日  | ベスト・アルバム   |
| 宇宙恋愛（スペース・ファンタジー） | 『CHAKI CHAKI CLUB』             | 1985年5月22日  | オリジナルアルバム |
| 宇宙恋愛（スペース・ファンタジー） | 『TWIN BEST』                    | 1998年5月13日  | ベスト・アルバム   |

## カバー
| 曲名                             | アーティスト                                   | 収録作品                                                                    | 発売日         |
| -------------------------------- | ---------------------------------------------- | --------------------------------------------------------------------------- | -------------- |
| ロ・ロ・ロ・ロシアン・ルーレット | 広橋涼                                         | アルバム『百歌声爛 女性声優編II』                                           | 2008年1月23日  |
| ロ・ロ・ロ・ロシアン・ルーレット | ノーラ starring 豊口めぐみ                     | アルバム『「神のみぞ知るセカイ」キャラクター・カバーALBUM2～選曲:若木民喜』 | 2014年2月12日  |
| ロ・ロ・ロ・ロシアン・ルーレット | TECHNOBOYS PULCRAFT GREEN-FUND feat.上坂すみれ | シングル「Magical Circle」                                                  | 2017年11月15日 |

## 備考
- 2022年、『ダーティペア』がスマートフォン用アクションゲームの『アリス・ギア・アイギス』とコラボし、イベントシナリオ内でHDリマスターされたノンクレジットのオープニング・エンディングアニメとともに「ロ・ロ・ロ・ロシアン・ルーレット」と「宇宙恋愛（スペース・ファンタジー）」が流れた[11]。
- 2024年、WOWOWプラスが運営している歌謡ポップスチャンネルの『80年代アニメソング総選挙！ザ・ベスト１００』 で36位を獲得した[9]。